# Filipijnse waterroodstaart

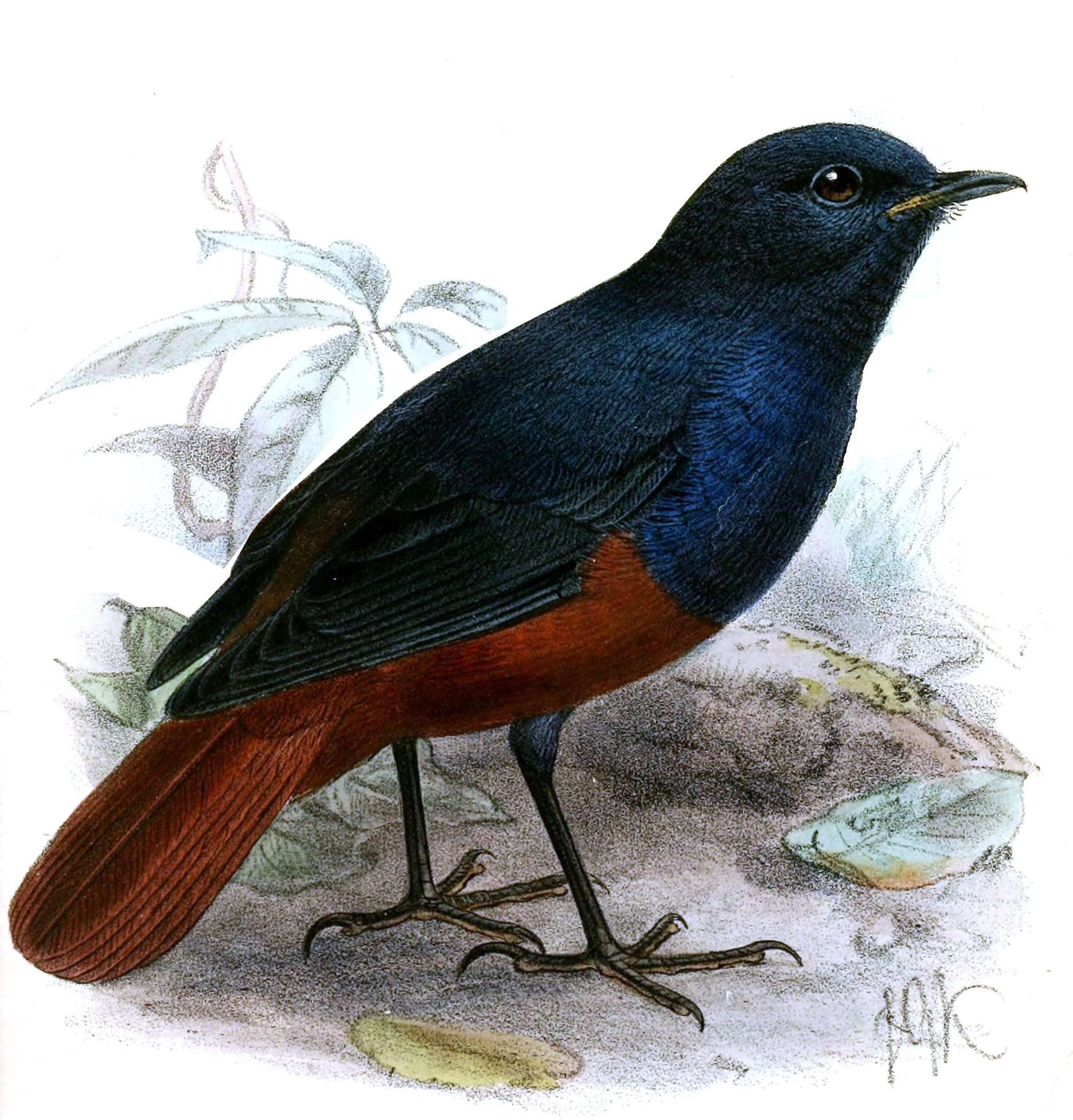
Illustratie van John Gerrard Keulemans uit 1894.

De Filipijnse waterroodstaart (Phoenicurus bicolor synoniem: Rhyacornis bicolor) is een vogelsoort uit de familie van de Muscicapidae (vliegenvangers). De vogel werd in 1894 door de Schotse vogelkundige William Robert Ogilvie-Grant geldig beschreven. Het is een kwetsbare, endemische vogelsoort  in de Filipijnen.

## Kenmerken
De vogel is 15 cm lang. De vogel is overwegend donker leikleurig blauw met een kastanjebruine buik en stuit, met rood op de bovenkant van de staart. Mannetje en vrouwtje verschillen weinig, bij het vrouwtje is het blauw wat doffer en de buik is lichter bruin gekleurd. Onvolwassen vogels zijn grijs met een licht roodbruine stippels en streepjes.

## Verspreiding en leefgebied
De soort komt voor in beide grote bergketens van het eiland Luzon, de Cordillera Central en de Sierra Madre. In de jaren 60 is de Filipijnse waterroodstaart ook tweemaal waargenomen op Mindoro. Het leefgebied bestaat uit de oeverzone van heldere, snelstromende beken en riviertjes in bergland boven de 300 m boven zeeniveau die lopen door ongerept tropisch, montaan bos.

## Status
De Filipijnse waterroodstaart heeft een beperkt verspreidingsgebied en daardoor is de kans op uitsterven aanwezig. De grootte van de populatie werd in 2016 door BirdLife International geschat op 2500 tot 10.000 individuen en de populatie-aantallen nemen af door habitatverlies. Het leefgebied wordt aangetast door mijnbouwactiviteiten (vooral de winning van goud) en daarmee gepaard gaande watervervuiling en ontbossing. Om deze redenen staat deze soort als kwetsbaar op de Rode Lijst van de IUCN.